# 파크루오이스

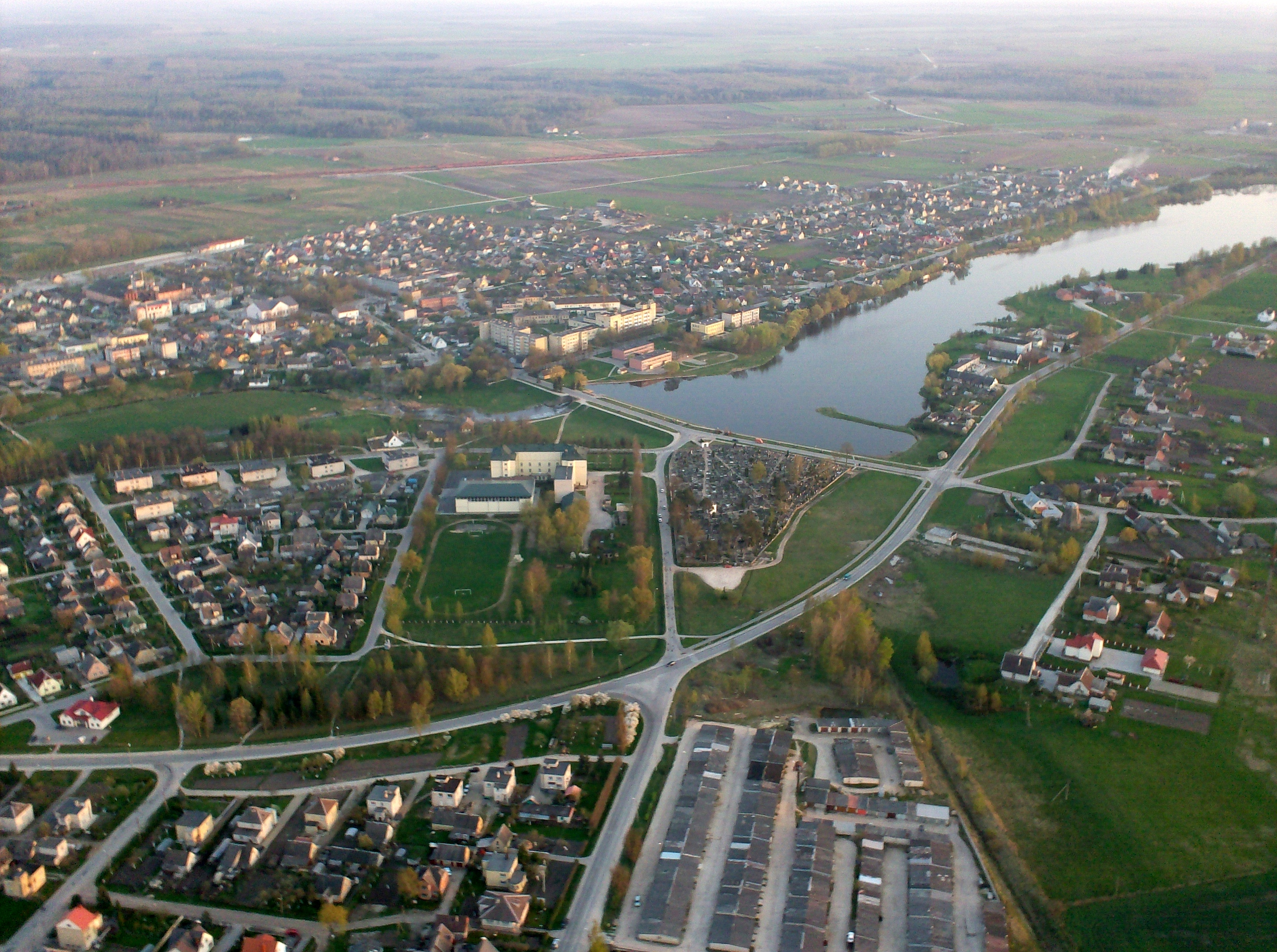
파크루오이스

파크루오이스(리투아니아어: Pakruojis)는 리투아니아 북부 샤울랴이주의 도시로 인구는 6,057명(2001년 기준)이다.

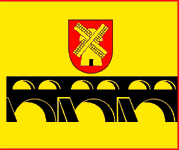
시기
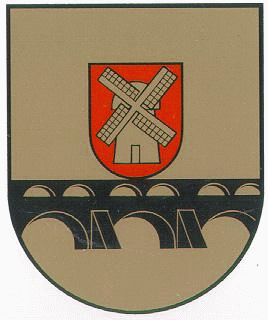
시 문장